# IC 5356
IC 5356 ist eine linsenförmige Galaxie vom Hubble-Typ S0/a im Sternbild Fische auf der Ekliptik. Sie ist schätzungsweise 273 Millionen Lichtjahre von der Milchstraße entfernt und hat einen Durchmesser von etwa 55.000 Lj.

Im selben Himmelsareal befinden sich die Galaxien IC 5351, IC 5352, IC 5357, IC 5359.
Das Objekt wurde am 28. Oktober 1889 von Edward Barnard entdeckt.